# Дейвид Летърман
Дейвид Майкъл Летърман (на английски: David Michael Letterman) е американски комик, известен като телевизионен водещ на популярното телевизионно шоу „Късното шоу на Дейвид Летърман“, на телевизия CBS от 1993 до 2015 г., когато на мястото му застава Стивън Колбер.

## За него
- Zinoman, Jason. Letterman – The Last Giant of Late Night.   HarperCollins, 2017. ISBN 9780062377210., "Book Review: The Legacy of David Letterman, Icon of the Grizzled Generation" by Tom Carson, The New York Times, April 10, 2017